# Gerrie Eijlers
Gerrie Eijlers a właściwie Daniel Gerrit Eijlers (ur. 9 maja 1980 w Amsterdamie), holenderski piłkarz ręczny, reprezentant kraju grający na pozycji bramkarza. Obecnie występuje w Bundeslidze, w drużynie SC Magdeburg.